# Dihydropyrane
Le dihydropyrane est un composé organique hétérocyclique insaturé de formule brute C5H8O. Le cycle est formé de cinq atomes de carbone et d'un hétéroatome d'oxygène. Il contient une double liaison, dont l'emplacement sur le cycle détermine deux isomères :

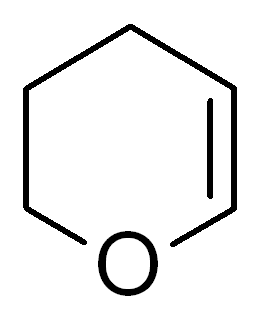
3,4-Dihydro-2H-pyrane.
3,6-Dihydro-2H-pyrane.

La double liaison est en position 5 dans le 3,4-dihydro-2H-pyrane et en position 4 dans le 3,6-dihydro-2H-pyrane. Ainsi le 3,4-dihydro-2H-pyrane peut être vu comme un éther d'énol, contrairement au 3,6-dihydro-2H-pyrane.

## Préparation
Le 3,4-dihydro-2H-pyrane est préparé par déshydratation de l'alcool tétrahydrofurfurylique (THFA) sur l'alumine de 300 à 400 °C :

## Utilisation
Le dihydropyrane est utilisé comme groupe protecteur de groupes alcool en synthèse organique,. La réaction d'un alcool avec le dihydropyrane forme un éther de tétrahydropyranyle, qui protège le groupe alcool d'un grand nombre de réactions :

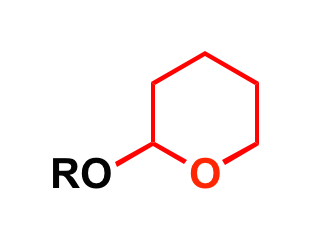
Éther de THP.

L'alcool peut être rétabli ultérieurement par hydrolyse acide avec formation de 5-hydroxypentanal.

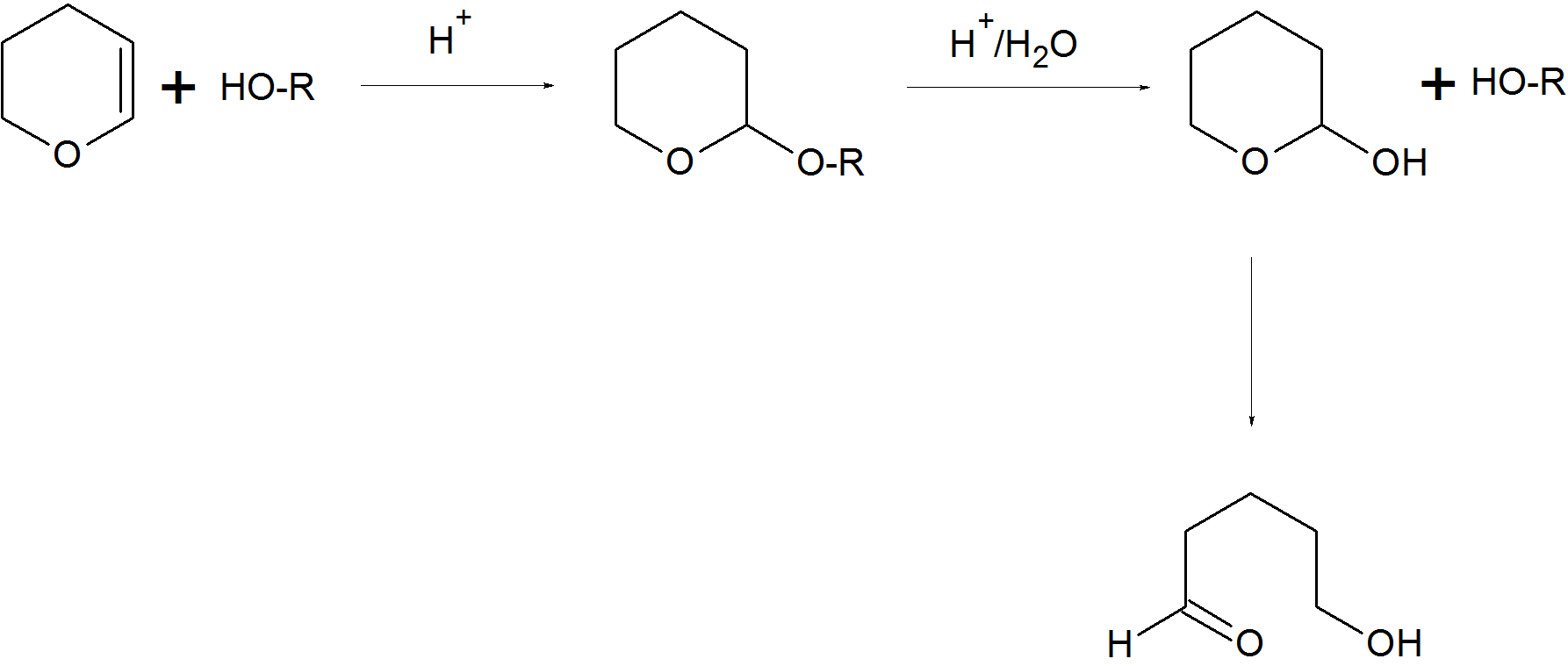
Groupe protecteur au THP en synthèse organique.